# Princess Shaw
Samantha Montgomery (Nova Orleães, Luisiana, é uma cantora e compositora norte-americana.
Iniciou sua carreira musical, postando um vídeo caseiro da música "Give it up", tendo chamado a atenção do produtor musical israelense Kutiman. Sua história ficou muito conhecida, e ganhou um documentário intitulado de "Presenting Princess Shaw".  O jornal The New York Times publicou um artigo, dizendo que a pequena estrela do YouTube, ganharia os palcos do mundo sem precisar de uma grande gravadora. 

## Carreira

### Músicas
- Give it up
- Stay Here

### Filmografia
| 2016 | Presenting Princess Shaw | Ela mesma | Documentário |